# Lou Andreas-Salomé

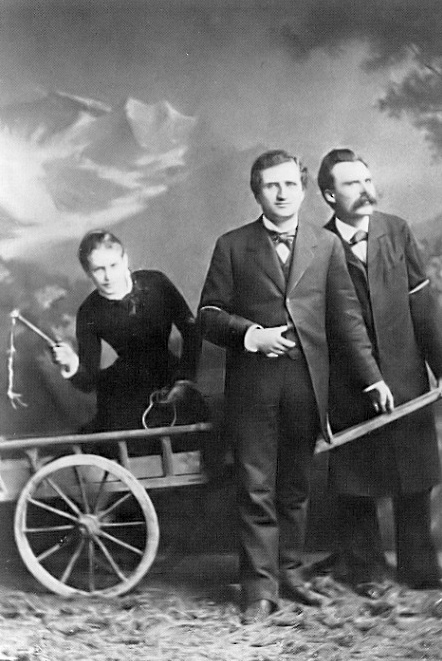
Lou Salomé, Paul Rée en Friedrich Nietzsche in 1882

Lou Andreas-Salomé, geboren als Louise von Salomé (Russisch: Луиза Густавовна Саломе, Luíza Gustavovna Salomé) (Sint-Petersburg, 12 februari 1861 – Göttingen, 5 februari 1937), was een Duits-Russische psychoanalytica en schrijfster.

## Omgang met bekendheden
Lou Andreas-Salomé is vooral bekend geworden door haar stormachtige vriendschap met de Duitse filosoof Friedrich Nietzsche en hun gezamenlijke vriend Paul Rée.
Niet alleen haar intensieve omgang met Nietzsche, betrokkenheid bij het Berlijnse literatuurtijdschrift voor modern leven, Die Freie Bühne (o.a. Richard Dehmel, Knut Hamsun, Gerhart Hauptmann, Erich Mühsam, Frank Wedekind en August Strindberg), haar intensieve relatie met Rainer Maria Rilke en haar betrekkingen met (en opleiding tot psychoanalytica onder supervisie van) Sigmund Freud, maar ook haar vriendschappen met vrouwelijke kunstenaars als bijvoorbeeld Käthe Kollwitz maken haar tot een van de meest fascinerende, veelzijdige en intrigerende ondogmatische geesteswetenschappers van de negentiende en vroege twintigste eeuw.

## Werk
Lou Andreas-Salomé schreef romans, toneel, essays en een twintigtal andere boeken over de meest uiteenlopende onderwerpen. In Friedrich Nietzsche in seinen Werken (1894) schetste zij een beeld van Nietzsches werk, leven en persoonlijkheid. Daarnaast publiceerde ze ook (vanuit een psychoanalytisch perspectief) inzichtelijke studies over Freud, Rilke en lbsen.
Haar memoires, in het Nederlands verschenen onder de titel Terugblik op mijn leven; hoofdlijnen van enkele persoonlijke herinneringen, geven een beeld van een zeldzaam vrouwenleven en vormen tegelijkertijd een panorama van een heel tijdperk.

## Postuum verschenen publicaties van (auto)biografische aard
- Lebensrückblick – Grundriß einiger Lebenserinnerungen (1951, in Nederland verschenen in de reeks Privé-domein als "Terugblik op mijn leven")
- Friedrich Nietzsche, Paul Rée, Lou von Salomé. Die Dokumente ihrer Begegnung. (1970)
- Rainer Maria Rilke – Lou Andreas Salomé: Briefwechsel (1952)
- Sigmund Freud – Lou Andreas-Salomé: Briefwechsel (1966)
- In der Schule bei Freud – Tagebuch eines Jahres – 1912/1913 (1958)
- "Als käm ich heim zu Vater und Schwester" Lou Andreas-Salomé – Anna Freud: Briefwechsel (2001)
- "Lou Salomé - Vrouw Vlam Vrijdenkster" (2015, Uitgeverij Boekscout - ISBN 978-9402219289)

## Overige publicaties
- Friedrich Nietzsche, Paul Rée, Lou van Salomé – Die Dokumente ihrer Begegnung. Auf der Grundlage der einstigen Zusammenarbeit mit Karl Schlechta und Erhart Thierbach (†) herausgegeben von Ernst Pfeiffer. Frankfurt am Main, 1970 (Insel Verlag).

- Bibsys: 90520048
- Biblioteca Nacional de Chile: 000086385
- Biblioteca Nacional de España: XX1155521
- Bibliothèque nationale de France: cb11888806j (data)
- Catàleg d'autoritats de noms i títols de Catalunya: 981058521680606706
- CiNii: DA0081255X
- Digitale Bibliotheek voor de Nederlandse Letteren: andr110
- Gemeinsame Normdatei: 118502921
- International Standard Name Identifier: 0000 0001 2128 7264
- Library of Congress Control Number: n79091791
- Nationale Bibliotheek van Letland: 000038624
- MusicBrainz: 87670061-3605-48bf-b2ce-5f029f377b3e
- Bibliotheek van het Japanse parlement: 00431509
- Nationale Bibliotheek van Tsjechië: jn19990000180
- Nationale bibliotheek van Australië: 35006837
- Nationale Bibliotheek van Israël: 987007309005605171
- Nationale Bibliotheek van Polen: a0000001178082
- Nationale en Universitaire bibliotheek Zagreb: 000165842
- Nederlandse Thesaurus van Auteursnamen: 069067201
- Réseau des bibliothèques de Suisse occidentale: 02-A000007597
- Istituto Centrale per il Catalogo Unico: CFIV015399
- LIBRIS: 175285
- SNAC: w6cn7p15
- Système universitaire de documentation: 027318788
- Trove: 787260
- Virtual International Authority File: 39372916
- WorldCat: E39PBJxxj3WBqJMQjJ4vhwmjmd